# Carina Stävberg
Carina Elisabeth Klint Stävberg, född 12 maj 1945, är en svensk jurist.
Carina Stävberg blev hovrättsassessor i Svea hovrätt 1986. Hon arbetade därefter som rättssakkunnig i Justitiedepartementet, där hon var departementsråd 1991–1998. Hon var lagman i Södra Roslags tingsrätt 1998–2001 och utnämndes den 29 juni 2001 av regeringen till regeringsråd. Hon pensionerades från Högsta förvaltningsdomstolen 2011.